# شایلا دورکال
شایلا دِ لوس آنخلس مورالس دِ لاس اِراس (اسپانیایی: Shaila de los Ángeles Morales de las Heras‎؛ زادهٔ ۲۸ اوت ۱۹۷۹) مشهور به شایلا دورکال، خواننده و ترانه‌سرا اهل اسپانیا است. وی از سال ۲۰۰۴ میلادی تاکنون مشغول فعالیت بوده‌است. وی دختر روسیو دورکال و خواهر کارمن مورالس د لاس اراس است.

## جداول موسیقی و فروش

### "یادآوری"
| جدول (۲۰۰۶/۲۰۰۷)      | بالاترین رتبه | گواهی‌نامه | فروش     |
| --------------------- | ------------- | --------- | -------- |
| ترانه‌های لاتین آمریکا | ۸۷            |           |          |
| اسپانیا               | ۱             | ۲× پلاتین | +۱۶۰٬۰۰۰ |
| مکزیک                 | ۵۲            |           | +۱۵٬۰۰۰  |
| برترین‌های اروپا ۱۰۰   | ۳۶            |           |          |

### "عشق فراوان"
| جدول (۲۰۰۸) | بالاترین رتبه | گواهی‌نامه | فروش    |
| ----------- | ------------- | --------- | ------- |
| اسپانیا     | ۵             | طلا       | +۴۰٬۰۰۰ |
| مکزیک       | ۸۰            |           | +۵٬۰۰۰  |

### "قلب مزرعه‌دار"
| جدول (۲۰۰۹) | بالاترین رتبه | گواهی‌نامه | فروش    |
| ----------- | ------------- | --------- | ------- |
| اسپانیا     | ۳۰            |           | +۱۰٬۰۰۰ |
| مکزیک       | ۲۷            |           | +۲۰٬۰۰۰ |